# ジョン・フランシス・マーフィー
ジョン・フランシス・マーフィー（John Francis Murphy、1853年12月11日 - 1921年1月30日）、アメリカ合衆国の画家である。フランスの「バルビゾン派」の影響を受けて風景画を描いた後、「トーナリズム」というアメリカ風景画のスタイルの風景画を描いた。

## 略歴
ニューヨーク州のオスウェゴ で生まれたが、15歳の時に家族とシカゴに移った。劇場の舞台美術や広告ポスターの制作の仕事を始め、シカゴの美術学校で授業を受けたが、基本的には独学の画家とされる。20歳になる頃には、彼の芸術的才能は認められるもなり、シカゴのアカデミーの準会員に選ばれ数週間後に正会員に選ばれた。
22歳になった1875年にニューヨーク市に移り、ナショナル・アカデミー・オブ・デザインの展覧会などで活動を始め、1885年の準会員になり、1887年に正会員となった。ニューヨーク市のサルマガンディ・クラブ（Salmagundi Club）やアメリカ芸術家協会、アメリカ水彩画協会、ロチェスター美術クラブ、ブルックリン美術クラブ、ロータス・クラブにも所属した。
1893年のシカゴ万国博覧会の展覧会でメダルを受賞し、1894年のアメリカ水彩画協会のエバンス賞を受賞し、1901年のニューヨーク州バッファローで開かれたパンアメリカン・エクスポジションで銀メダルを受賞し、1902年のチャールストン国際博覧会（South Carolina Inter-State and West Indian Exposition）の金メダルや1915年のサンフランシスコ万国博覧会の銀メダルなど、数々の賞を受賞した。
マーフィーは1880年代後半から1890年代にかけて描いた風景画で知られ、アメリカの田園地帯の静かで雰囲気のある風景画を多く描いた。フランスのバルビゾン派の画家、ジャン＝バティスト・カミーユ・コロー（1796-1875）やアメリカのトーナリズムの画家、ブルース・クレイン（1856-1937）やヘンリー・ウォード・レンジャー（1858-1916）、ジョージ・イネス（1825-1894）やアレクサンダー・ヘルウィグ・ワイアント（1836-1892）といった画家らとともに論じられた。

## 作品

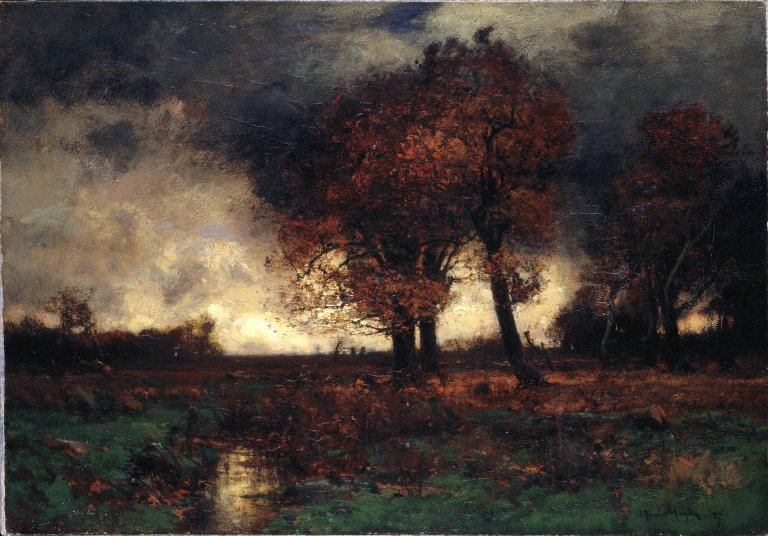
「嵐の日」(1887) ブルックリン美術館
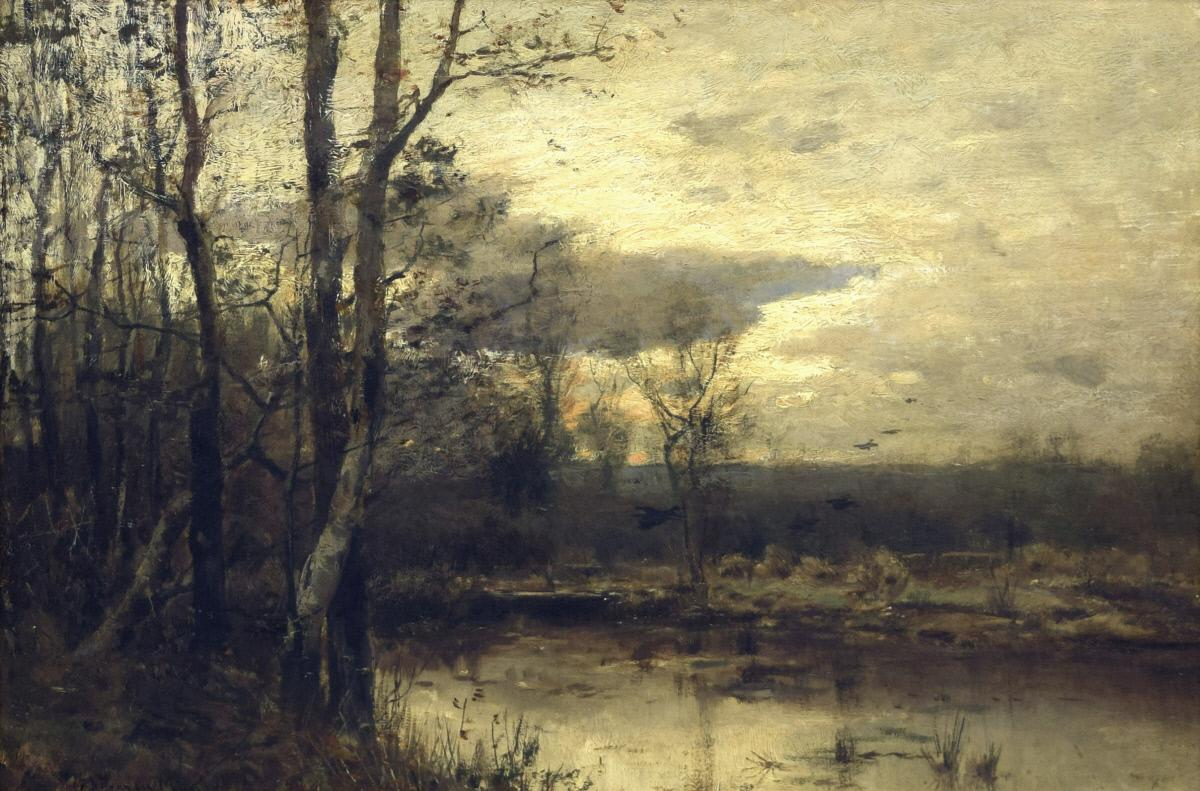
「11月の日没」(c.1900) Reading Public Museum
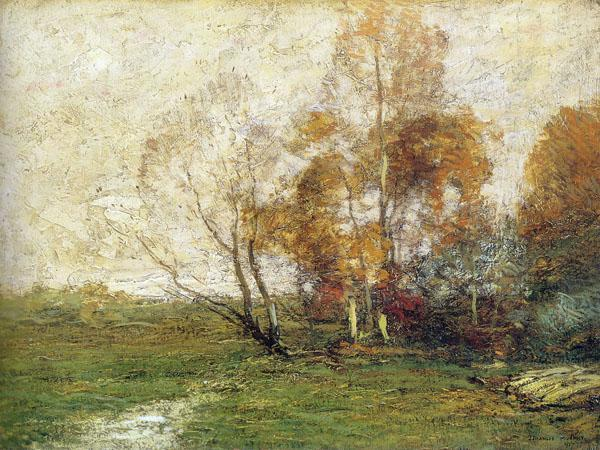
「9月の午後」(1917) New Britain Museum of American Art